# Ernst Brasche
Ernst Konrad Otto Brasche (russisch Эрнст Иванович Браше; * 27. November 1873 in Saarde; † 12. November 1933 in Tallinn) war ein estnischer Segler, der seinen einzigen internationalen Erfolg für das Russische Kaiserreich erzielte, zu dem Estland zum Zeitpunkt seines Medaillengewinns gehörte.

## Erfolge
Ernst Brasche nahm an den  Olympischen Spielen 1912 in Stockholm in der 10-Meter-Klasse als Crewmitglied der Gallia II aus dem Russischen Kaiserreich teil. Bei der in Nynäshamn stattfindenden Regatta schloss die Gallia II die erste Wettfahrt auf dem dritten und die zweite Wettfahrt auf dem zweiten Platz ab. Da die Nina aus Finnland von Skipper Harry Wahl ebenfalls einen zweiten und einen dritten Platz erreichte, kam es zwischen beiden Booten zu einem Stechen, in dem sich die Nina durchsetzte. Damit erhielt Brasche neben den übrigen Crewmitgliedern Karl Lindholm, Nikolai Puschnizki, Alexander Rodionow, Joseph von Schomacker und Philipp Strauch sowie Skipper Esper Belosselski die Bronzemedaille. Die Goldmedaille gewann das schwedische Boot.
Er studierte ab 1894 an der Kaiserlichen Universität Dorpat.